# Treball excedent
El treball excedent (alemany: Mehrarbeit) és un concepte utilitzat per Karl Marx en la seva crítica a l'economia política. Significa treballs realitzats en excés de la mà d'obra necessària per produir els mitjans de vida del treballador ("treball necessari"). El "excedent" en aquest context significa el treball addicional que ha de fer un treballador en la seva feina, més enllà de guanyar el seu propi manteniment. Segons l'economia marxiana, el treball excedent sol ser un treball no compensat (no remunerat).

## Origen
L'aparició històrica de la mà d'obra excedent està, segons Marx, també estretament relacionada amb el creixement del comerç (l'intercanvi econòmic de béns i serveis) i amb l'aparició d'una societat dividida en classes socials. Tan aviat com es pot produir un excedent permanent, sorgeix la qüestió moral i política de com s'hauria de distribuir i en benefici de qui s'ha d'executar l'excedent laboral. La força derrota els febles i és possible que una elit social aconsegueixi controlar el producte excedentari i el treball excedentari de la població que treballa, podent viure del treball d'altres.
El treball prou productiu perquè pugui generar excedents en la mà d'obra ocupada és, en una economia comercial, el punt de partida fonamental per a l'apropiació de la plusvàlua d'aquest treball. La forma en què es produirà aquesta apropiació és determinada per les relacions de producció prevalents i el balanç de poder entre les classes socials.
Segons Marx, el capital va tenir el seu origen en l'activitat comercial de compra, per tal de vendre i llogar, de diversos tipus, amb l'objectiu d'aconseguir uns ingressos (un valor excedent) d'aquest comerç. Però, inicialment, això no implica cap mode de producció capitalista; més aviat, els comerciants i els arrendataris són intermediaris entre productors no capitalistes. Durant un llarg procés històric, les antigues maneres d'extreure mà d'obra excedentària són substituïdes gradualment per formes comercials d'explotació.
Marx explica l'origen del treball excedent en els termes següents:
| « | Només després que els homes s'hagin elevat per damunt del rang d'animals, quan per tant el seu treball s'ha socialitzat fins a un cert punt, es produeix un estat de coses en què l'excedent de treball es converteix en una condició d'existència per a l'altre. A l'inici de la civilització, la productivitat que adquireix el treball és petita, però també ho són els desitjos que es desenvolupen amb i per satisfer-los. A més, en aquest període primerenc, la part de la societat que viu del treball dels altres és petita, comparada amb la massa de productors directes. Juntament amb el progrés de la productivitat de la mà d'obra, aquesta petita part de la societat augmenta absolutament i relativament, a més, el capital amb les seves relacions d'acompanyament prové d'un nivell econòmic que és producte, en un llarg temps, d'un procés de desenvolupament. La productivitat del treball que serveix de base i punt de partida és un regal, no de la naturalesa, sinó d'una història que abasta milers de segles | » |
| — | |   |

## El materialisme històric
A "El Capital", Marx destaca el paper central que exerceix la mà d'obra excedentària:
| « | La forma econòmica específica, en què la feina excedentària no remunerada es produeix pels productors directes, determina la relació de governants i governats, ja que creix directament de la producció pròpia i, al seu torn, reacciona com a element determinant. Tanmateix, es funda tota la formació de la comunitat econòmica que creix a partir de les relacions de producció pròpies i, alhora, la seva forma política específica, que sempre és la relació directa dels propietaris de les condicions de producció amb els productors directes. Corresponent sempre naturalment a una etapa definida en el desenvolupament dels mètodes de treball i, per tant, a la seva productivitat social, que revela el secret més intern, la base oculta de tota l'estructura social i amb ella la forma política de la relació de sobirania i dependència, en definitiva, de la forma específica corresponent de l'estat, la qual cosa no impedeix que la mateixa base econòmica sigui la mateixa des del punt de vista del seu principal condicionant: a causa d'innombrables circumstàncies empíriques diferents, entorn natural, relacions racials, influències històriques externes, etc., de mostrar infinites variacions i gradacions en l'aparença, que només es poden constatar mitjançant l'anàlisi de les circumstàncies empíriques donades. | » |

Aquesta afirmació és un fonament del materialisme històric de Marx en la mesura que especifica de què es tracta en última instància els conflictes de classe de la societat civil: una economia del temps, que obliga a alguns a fer treballs de la qual part o tots els beneficis van a algú, mentre que d'altres. pot tenir temps de lleure que, en realitat, depèn dels esforços laborals d'aquells obligats a treballar.
En la societat moderna, tenir feina o oci sovint pot semblar una opció, però per a la major part de la humanitat, el treball és una necessitat absoluta i, per tant, la majoria de la gent es preocupa dels beneficis reals que obtenen d'aquest treball. Poden acceptar un determinat índex d'explotació de la seva feina com a condició ineludible per a la seva existència, si depenen d'un salari o salari, però, més enllà d'això, hi resisteixen cada cop més. En conseqüència, es desenvolupa una moral o norma jurídica a la societat civil que imposa límits per al treball excedentari, d'una forma o altra. El treball forçat, l'esclavitud, el maltractament brut dels treballadors, etc. deixen de ser generalment acceptables, tot i que continuen tenint lloc; Les condicions de treball i els nivells de salaris solen ser impugnats en els tribunals judicials.

## L'intercanvi desigual
Marx va reconèixer que l'excedent del treball no només es pot apropiar directament en la producció pels propietaris de l'empresa, sinó també en el comerç. Actualment, aquest fenomen s'anomena intercanvi desigual. Així, va comentar que:
| « | Per la possibilitat que els beneficis puguin ser inferiors a la plusvàlua, de manera que el capital [pot] intercanviar de manera rendible sense adonar-se en el sentit estricte, es desprèn que no només els capitalistes individuals, sinó també les nacions poden intercanviar contínuament entre ells, fins i tot, poden fins i tot contínuament Repetiu l'intercanvi a una escala en constant expansió, sense que, per això, guanyi necessàriament en igualtat. Una de les nacions pot apropiar-se contínuament per a si mateix una part del treball excedent de l'altra, no donant-li res a l'intercanvi, tret que la mesura aquí [no] no és com en l'intercanvi entre capitalista i treballador. | » |

En aquest cas, un treball més intercanvia eficaçment per menys treball i un major intercanvi de valor per un valor menor, ja que alguns posseeixen una posició més forta del mercat, i d'altres una més feble. En la seva majoria, Marx va assumir un intercanvi igual a Das Kapital, és a dir, que l'oferta i la demanda s'equilibrarien; el seu argument era que, encara que, idealment, no es produís un intercanvi desigual en el comerç i existís la igualtat de mercat, l'explotació podria produir-se en les relacions de producció capitalistes, ja que el valor del producte produït per la força de treball superava el valor de la força de treball en si. Tanmateix, Marx no va completar la seva anàlisi del mercat mundial.
En el món real, argumenten economistes marxians com Samir Amin, que es produeix un intercanvi desigual tot el temps, implicant transferències de valor d'un lloc a un altre, a través del procés de negociació. Així, com més comerç es "globalitzi", més gran serà la intermediació entre productors i consumidors; conseqüentment, els intermediaris apropien una fracció creixent del valor final dels productes, mentre que els productors directes obtenen només una petita fracció d'aquest valor final.
L'intercanvi desigual més important de l'economia mundial actualment es refereix a l'intercanvi entre béns agrícoles i béns industrials, és a dir, els termes comercials afavoreixen els productes industrials contra els béns agrícoles. Sovint, com ja va assenyalar Raul Prebisch, això ha fet que s'hagi de produir i vendre més i més producció agrícola per comprar una quantitat determinada de productes industrials. Aquesta qüestió s'ha convertit en objecte d'una intensa controvèrsia en les darreres reunions de l'OMC.
La pràctica d'un intercanvi desigual o injust no pressuposa el mode de producció capitalista, ni tan sols l'existència de diners. Només pressuposa que es comercialitzen béns i serveis de valor desigual, cosa que ha estat possible al llarg de tota la història de les pràctiques comercials humanes.

## El treball excedent en altres modes de producció
En El Capítal Marx explica que «el capital no ha creat a el treball excedent»:
| « | Onsevulla que una part de la societat exerceix el monopoli dels mitjans de producció, el treballador, lliure o no, es veu obligat a afegir al temps de treball necessari per a la seva pròpia subsistència un temps de treball excedent i produir així els mitjans de subsistència per al propietari dels mitjans de producció, ja sigui aquest propietari un aristòcrata atenès, el teòcrata etrusc, e1 civis romanus (ciutadà romà), el baró normand, l'esclavista nord-americà, el boiard valac, el terratinent modern o el capitalista. | » |

En els modes de producció anteriors al capitalisme que també es basaven en l'explotació existia el treball excedent, però aquest no es transformava en plusvàlua perquè la força de treball no era una mercaderia. Un exemple d'això és el d'una persona que produeix béns per al seu propi consum (no per a la venda). El seu treball excedent es materialitzaria en una quantitat de béns superior a la que necessita per sobreviure, però com que aquests béns no són mercaderies ni tan sols pot parlar-se de valor, encara menys de plusvàlua. Un altre exemple, donat més endavant, és el del treball excedent en la servitud:
| « | El treball necessari, posem per cas el que executa el camperol valac per a la seva pròpia subsistència, està separat espacialment del seu treball excedent per al boiard. Realitza el primer en la seva pròpia parcel·la, el segon en la hisenda del senyor. | » |

En aquest cas tampoc hi ha plusvàlua perquè no hi ha producció de mercaderies ni treball assalariat.
En el capitalisme, en canvi, el treball necessari i el treball excedent es realitzen en un mateix espai físic i en una mateixa jornada laboral. Això, sumat al fet que el salari aparenta ser el pagament de la feina i no el pagament de la força de treball, oculta l'existència d'aquest treball excedent no remunerat, cosa que, en termes de valor, vol dir plusvàlua apropiada pel capitalista i, per tant, l'existència de l'explotació.